# Berliet VSD
Unter der Typenbezeichnung  Berliet VSD wurden vom französischen Kraftfahrzeughersteller Berliet in Lyon 1931 Fahrgestelle für Lieferwagen und Kleinbusse gebaut.

## Technik und Geschichte
Der Berliet VSD erschien 1931 in mehreren Motorvarianten, die durch unterschiedliche Nummerzusätze angedeutet waren. Diese Nummerzusätze deuteten die jeweiligen französische Steuer-CV an.
In ihren technischen Daten unterscheiden sich die Varianten nur durch den verwendeten Motor und die daraus resultierenden Gewichtsdifferenzen:
| Typ   | Betriebserl. | Motor | Zyl. | Bohrg. | Hub | Hubr. | /min | CV    | PS    | Chassis | max. | Bem.,  |
|       | Mon./Jahr    | Typ   | Zahl | mm     | mm  | cm³   | max  | fisc. | reell | kg      | kg   | Quelle |
| ----- | ------------ | ----- | ---- | ------ | --- | ----- | ---- | ----- | ----- | ------- | ---- | ------ |
| VSD12 | 9.1931       | MLX12 | 4    | 80     | 130 | 2614  | 2000 | 12    |       | 1280    |      | [ 2 ]  |
| VSD16 | 4.1931       | MLX16 | 4    | 90     | 130 | 3308  | 2000 | 16    |       | 1330    |      | [ 3 ]  |
| VSD19 | 9.1931       | MLX19 | 6    | 85     | 120 | 4086  | 2000 | 19    |       | 1350    |      | [ 4 ]  |

Für die Omnibus-Variante sind als weitere Daten überliefert: Radstand 3,495 und Länge 4,915 m, Spur vorne 1,475 und hinten 1,456 m, Reifengröße 15×50.
Es sind weder reservierte Chassisnummern noch gebaute Stückzahlen in den Archiven von Berliet erwähnt, offenbar wurden von allen Varianten des Berliet VSD nur Prototypen hergestellt.

### Originalquellen
Eine Publikation, in der alle vor 1945 gebauten Berliet-Typen individuell abgehandelt wären, gibt es nicht. Neben der unten erwähnten Literatur wurde auf folgende in der Fondation Berliet verwahrte Originalunterlagen zurückgegriffen:
- "Fiches des Mines": Es handelt sich um die Unterlagen zur Erteilung einer allgemeinen Betriebserlaubnis, hierfür ist in Frankreich der "Inspecteur des mines" sachlich zuständig. Diese Unterlagen sind chronologisch geordnet und nummeriert. Nicht zu jedem Typ bzw. Variante gibt es entsprechende Unterlagen, teils, weil sie wohl als Untervarianten eines Typs verstanden wurden, für den eine gesonderte Erlaubnis nicht erforderlich war, teils wohl, weil diese Unterlagen im Laufe der letzten 100 Jahre verlorengegangen sind. Bei Militärtypen gibt es Hinweise, dass eine Betriebserlaubnis direkt durch militärische Dienststellen erfolgte, was entsprechende "fiches des mines" überflüssig machte. Die Quellenbezeichnung lautet: "Fiches No...."
- "Etat des véhicules utilitaires et autobus declares aux mines depuis 1920", eine 15-seitige Zusammenstellung vom 1. Dezember 1941, enthält insbesondere die reservierten Chassisnummernbänder, die jedoch vielfach nicht vollständig ausgeschöpft wurden, einige Typen bzw. Varianten werden nicht erwähnt, Quellenbezeichnung lautet: "Etat S..."
- "Nombre de véhicules construits de 1930 à 1942", siebenseitige Zusammenstellung der zwischen 1930 und 1942 gebauten Stückzahlen an Nutzfahrzeugen, erstellt wohl 1943, erste Seite teilweise irreparabel verderbt, teilweise werden mehrere Typen bzw. Varianten zusammengefasst, Quellenbezeichnung lautet: "Nombre S...."

### Sonstige Literatur
- Monique Chapelle: Berliet. 1. Auflage. EMCE, Saint-Chamond 2016, ISBN 978-2-35740-049-8.
- Jean François Colombet: Berliet 1945–1950, les artisans de la renommée, charhge utile hors-serie No.1. 1. Auflage. histoire&collections, Paris 1995.
- François Vauvillier: Tous les Berliet militaires 1914–1940, vol.1: les camions. histoire&collections, Paris 2019, ISBN 978-2-35250-496-2.